# Chiesa di Sant'Agata (San Martino del Lago)
La chiesa di Sant'Agata è la parrocchiale di San Martino del Lago, in provincia e diocesi di Cremona; fa parte della zona pastorale 4.

## Storia
Nel Liber Synodalium del 1385 si legge che la primitiva chiesa di San Martino del Lago era dipendente dalla pieve di San Maurizio.

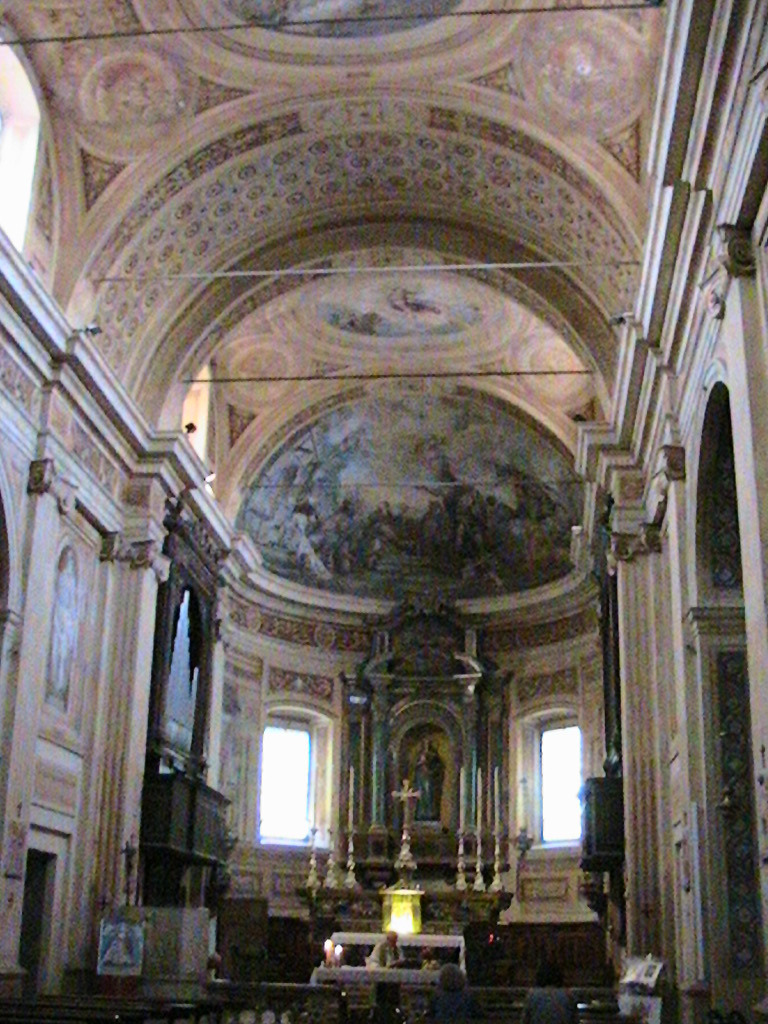
L'interno

 Dalla relazione della visita pastorale del 1599 del vescovo Cesare Speciano s'apprende che la chiesa era compresa nel vicariato di Pieve Gurata, che aveva come filiale l'oratorio di San Faustino e che la cura d'anime era servita dal solo parroco.
Nel 1779 i parrocchiani risultavano essere 425, aumentati a 560 nel 1786 e a 651 nel 1808.
La prima pietra dell'attuale parrocchiale venne posta nel 1790; il nuovo edificio, progettato da Domenico Voghera, fu ultimato nel 1799.
Nei primi anni dell'Ottocento venne eretto il campanile.
Il tetto della struttura fu poi ristrutturato tra il 2011 ed il 2013quando era parroco don Arnaldo Peternazzi.

## Interno
L'interno della chiesa si presenta a un'unica navata con otto cappelle laterali; il presbiterio è chiuso dall'abside semicircolare. Opere di pregio qui conservate sono le decorazioni, realizzate da Giovanni Morini e da Michele Premoli, e l'ambone in marmo Botticino, realizzato nel 1945 per interessamento delle famiglie Storti e Zilia.